# Victor Massaki
Nascido em Guarulhos (SP), em 08 de agosto de 1996, João Victor Massaki Pereira é rapper, ator, modelo e produtor musical. 

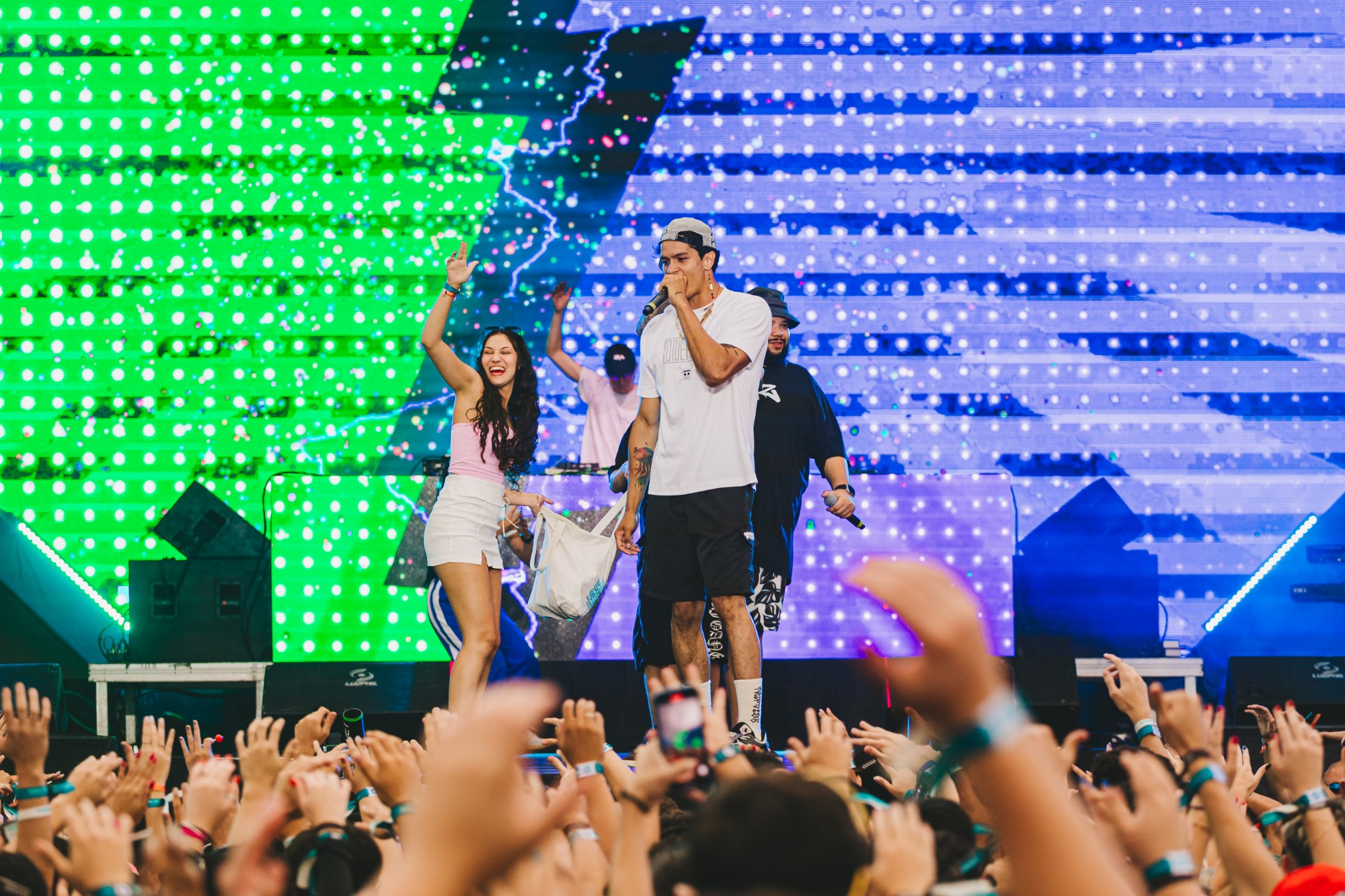
Show, Florianópolis - 2024.

Victor é um jovem que tem uma paixão enorme pela comunidade, pelas pessoas que lá residem e pela cultura efervescente e plural que emerge das favelas em direção aos quatro cantos do mundo. 
Victor cresceu no meio do esporte – com enorme apreço e dedicação por diversas modalidades –, mas sempre esteve extremamente conectado com a arte, especialmente com a música urbana. E foi na comunidade, berço do rap e do samba, que ele descobriu suas paixões e aperfeiçoou seus talentos.
É muito apegado à família, que é a sua base sólida, o seu porto seguro. Além disso, é alguém que cultiva desde sempre um respeito profundo pelos mais velhos, que acredita no lado bom do ser humano, e que está sempre disposto a ajudar o próximo.
Acima de tudo, é um jovem que nasceu para sonhar e, especialmente, para realizar. Alguém que ama viver, e faz o que for preciso para se sentir mais vivo e despertar esse mesmo sentimento nas outras pessoas.

## Artista Musical
O rap é uma das paixões de Massaki desde muito novo. Ele iniciou neste nicho musical aos 8 anos de idade, quando começou a escrever suas primeiras rimas, inspirado por Marcelo D2 e pelos beats que alimentavam sua fértil imaginação.
Eventualmente, começou a participar de rodas de freestyle, dançando e cantando com amigos da escola. Depois disso, ele levou a paixão para o próximo nível, e passou a se apresentar também nos vagões de trem, onde já fazia performances de voz e violão (a versatilidade musical é mais um de seus trunfos).
Aos poucos, e com a ajuda de colegas e de fontes de inspiração, como Nômade e Salvador da Rima, ele foi percebendo que era possível ajudar cada vez mais em casa com os ganhos financeiros que sua arte o possibilitava produzir. Além disso, a facilidade de lidar com o público – característica adquirida com a experiência no teatro – também foi essencial nessa caminhada.
Massaki também sempre gostou das populares “batalhas” do underground – como a famosa Batalha do Dólar, em sua Guarulhos natal. Nelas, a sua vocação para o speedflow ficou ainda mais evidente. Novamente, aqui a preparação como ator foi um fator decisivo: a habilidade em memorizar textos longos, e a dicção precisa e marcante estão entre as suas grandes potências.
Em julho de 2024, o rapper venceu com 75% dos votos a competição Famosos da Internet, do programa Domingo Legal de Celso Portiolli, no SBT.
Em outubro de 2024, o artista venceu a competição Caldeirola, do programa Caldeirão com Mion, da TV Globo. Na ocasião, Massaki já possuía mais de 2 milhões de seguidores em suas redes sociais, mas ainda assim, sua apresentação provocou relevante repercussão no mercado da música, chamando a atenção do grande público e furando em definitivo a bolha do rap. Em função deste sucesso, o apresentador Marcos Mion acabou convidando o artista fixamente para se apresentar na Temporada de Verão do Caldeirão, que foi ao ar aos sábados de janeiro e fevereiro de 2025.
Em novembro de 2024, Massaki lançou na plataformas de streaming o EP Do vagão para o mundo, contendo 3 faixas: Do you wanna go, Carta de paz e De versos passageiros. No início de 2025, o artista lançou separadamente dois singles: Acordei cedin e Amor liberto.
Em junho de 2025, Massaki assinou contrato com a TV Globo para, durante a Copa do Mundo de Clubes da FIFA realizada nos Estados Unidos, ir às ruas fazer rimas com os torcedores dos times brasileiros ao longo dos jogos. Estes times foram Palmeiras, Flamengo, Fluminense e Botafogo. A contratação do artista foi para o programa Central da Copa, apresentado por Tadeu Schmidt diariamente ao longo dos 30 dias do torneio. “Vão ser jogos extraordinários, de alto nível, e nós vamos trazer histórias das partidas de uma outra maneira, levantando pontos que as pessoas não perceberam, com um outro olhar, mas também de uma forma divertida”, declarou o apresentador antes do início do campeonato.

### Formatos de apresentações
A versatilidade musical de Victor fornece a possibilidade de eventos nos mais variados formatos. Massaki não aprecia o óbvio e tem a intenção artística de sempre realizar eventos que proporcionem sensações, experiências e emoções inesperadas, supreendentes. A ideia é que genuinamente que as pessoas saiam impactadas das apresentações.
Dos grandes palcos e festivais aos ambientes corporativos e privados mais restritos, Massaki apresenta suas rimas, abusa do freestyle e improvisos para entreter e engajar o público. A prioridade é ser reconhecido não “apenas” por ser um cantor, mas sim por um artista entrega uma performance para além do que as pessoas esperam.
Suas apresentações contém beats eletrônicos que servem de base para seus improvisos, mas também contém as cordas de um bom violão para entregar ao público uma musicalidade mais refinada.
Somente no segundo semestre de 2024, Massaki realizou apresentações corporativas em empresas como: Senac, Claro, Magazine Luiza, Zurich Seguros, Instituto Ser+, SESI SP, Expo Favela Paraíba, CCXP (fechamento do Painel Globoplay), dentre outros.

### Espetáculo "Tudo de Free"

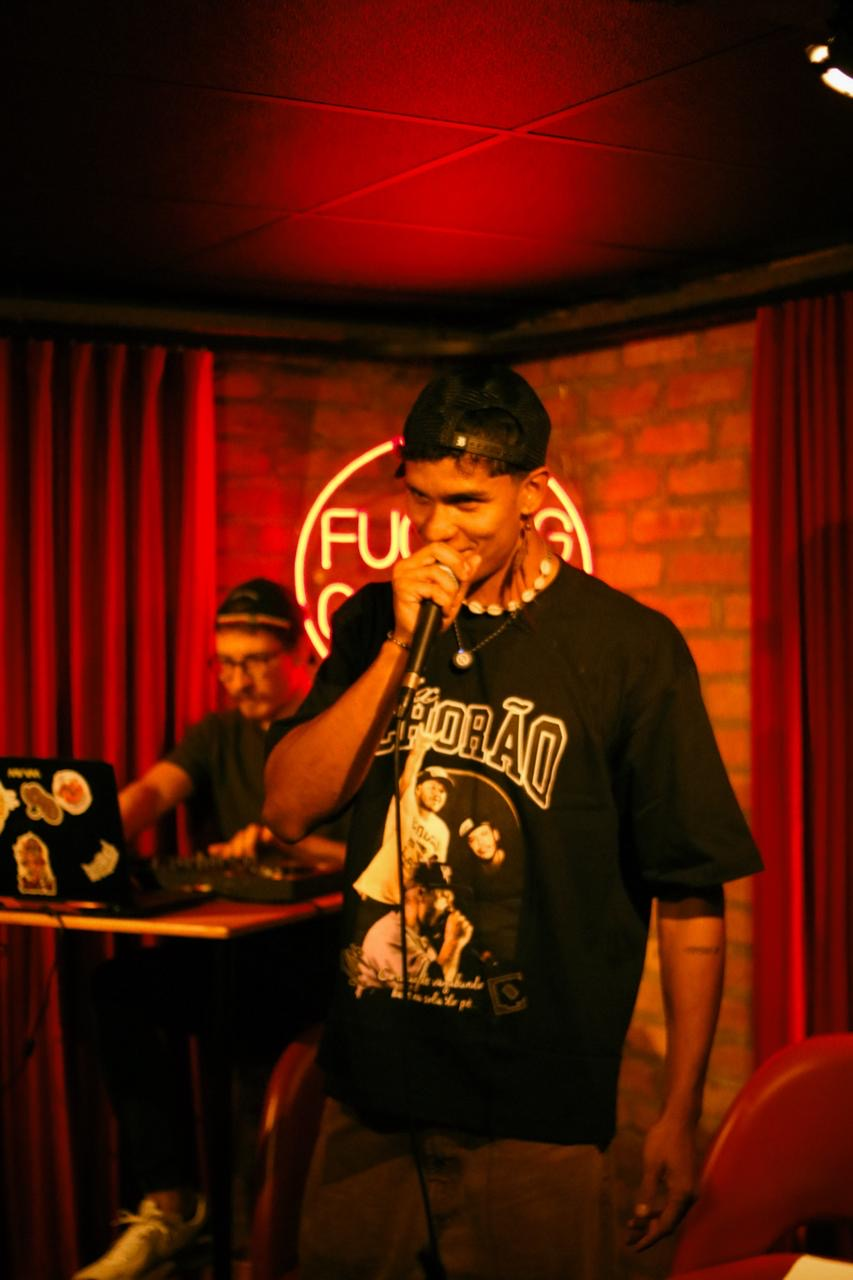
Show - Tudo de Free

Desde o início de sua trajetória, Massaki teve a essência artística forjada pelos palcos do Teatro. Victor acredita que a arte atinge sua missão quando os corações das pessoas são tocados para além dos beats e do som de suas cordas vocais. A arte de fato precisa transformar e, por isso, Massaki foi além nesta busca incansável por emocionar as pessoas.
Para além dos grandes festivais de música, para além dos vagões, para além das ruas...Massaki precisava dar um passo adiante. Ele continua indo naturalmente "atrás" das pessoas para lhes mostrar seus dotes artísticos, mas em julho de 2025, um novo capítulo passou a ser desenhado. Um novo tempo, através do qual, o grande público sai de suas casas para decididamente absorver a arte de Massaki nos teatros pelo Brasil à fora. É o nascimento do TUDO DE FREE.
Com humor, inteligência e tirando do fundo da alma o Freestyle mais raiz que ele ama fazer, Massaki recebe o público para uma experiência musical sem igual.
A estreia do espetáculo se deu em 27 de julho de 2025 em São Paulo, na casa de comédia My Fucking Comedy que tem como sócio o apresentador Danilo Gentilli.

## Ator, modelo e campanhas publicitárias em TV
Massaki iniciou sua carreira nos palcos de teatro aos 13 anos, pouco tempo após conhecer seu pai biológico, que atuava no segmento como iluminador, e que o ajudou a abrir portas e buscar oportunidades no setor.
Encantado pelo mundo mágico da dramaturgia, começou a ler e a se interessar cada vez mais pela atividade. Nessa época, era comum encontra-lo andando pelas ruas e lendo Stanislávski, descobrindo o universo da performance e tentando entender o que se passava na cabeça de cada personagem que ele conhecia em seus estudos, e na imaginação de cada dramaturgo em geral.
Mesmo sem uma formação oficial na área, a veia artística de Victor já se fazia muito presente, e ele começou a performar cada vez mais trabalhos e a obter o seu próprio sustento – algo raro para alguém de sua idade. Esse sucesso precoce o levou até mesmo a ter que suspender algumas atividades esportivas nas quais ele já era grande destaque e até mesmo era patrocinado por grandes instituições, como o Judô, por exemplo.
A vivência de ator sempre foi muito pautada pela linha teatral e musical, e pela realização de experiências imersivas. Porém, com o tempo, ele percebeu a realidade que aflige muitos artistas no Brasil: a vida no teatro, infelizmente, trazia muito mais obstáculos do que perspectivas. Com isso em mente, mais uma vez ele decidiu diversificar seus talentos.
Foi quando ele partiu para a publicidade. De lá para cá, realizou inúmeros trabalhos, como ator e modelo, para importantes empresas, como McDonald’s, Bradesco, PreventSenior, UniNove e Sebrae. Nesse último, ele figura como a grande estrela da campanha.

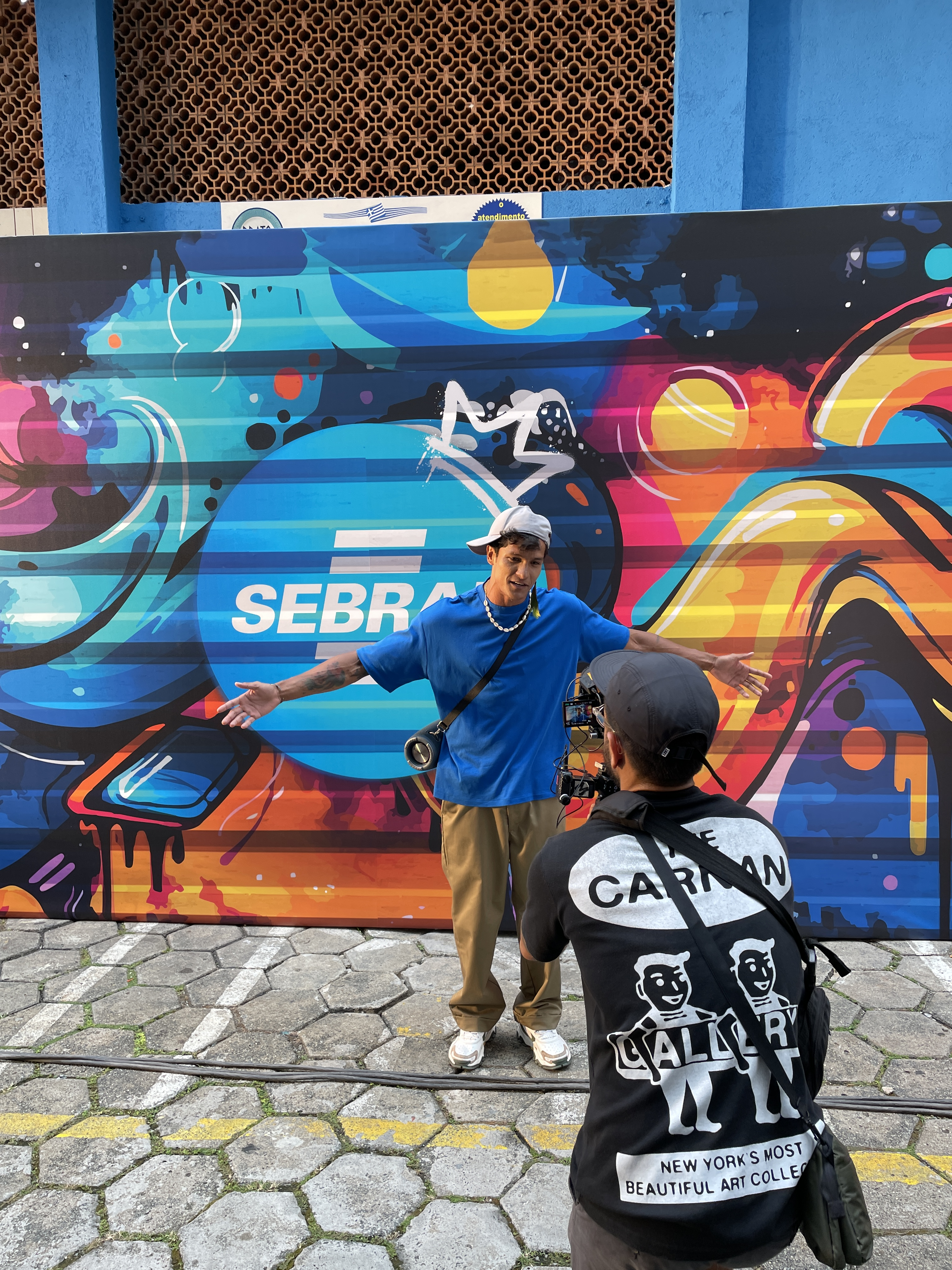
[https://portalmakingof.com.br/rapper-celebra-ousadia-do-microempreendedor-individual-em-campanha-do-sebrae/ Rapper celebra ousadia do microempreendedor individual em campanha do Sebrae

Hoje, Massaki segue atuando, para além da música, como ator e modelo profissional, e mantém a mesma paixão que sempre teve por ambas as formas de expressão.
As marcas patrocinadoras fixas do artista são a QIX International (Skate Wear) e JOOG Tech.

## Palestrante
Com o reconhecimento de seu trabalho no mercado da música e dramaturgia, Massaki também tornou-se um palestrante de sucesso. Empresas como Senac, Claro, Magazine Luiza, Zurich Seguros, Instituto Ser+, dentre outras, já puderam viver a experiência de conhecer sua história desde os primeiros passos no Teatro, a trajetória de mais de 11 anos nos vagões de trem de SP, sua visão empreendedora e, claro, a ciência por trás da arte do improviso.
Sua palestra Do vagão para o mundo (homônima ao EP lançado em 2024), já vem impactando milhares de pessoas, que se surpreendem com a profundidade trazida pelo artista neste formato de intervenção. E caso você esteja se perguntando: “Mas na palestra, ele também apresenta o Freestyle interagindo com o público presente?”, a resposta é: sem dúvidas! 

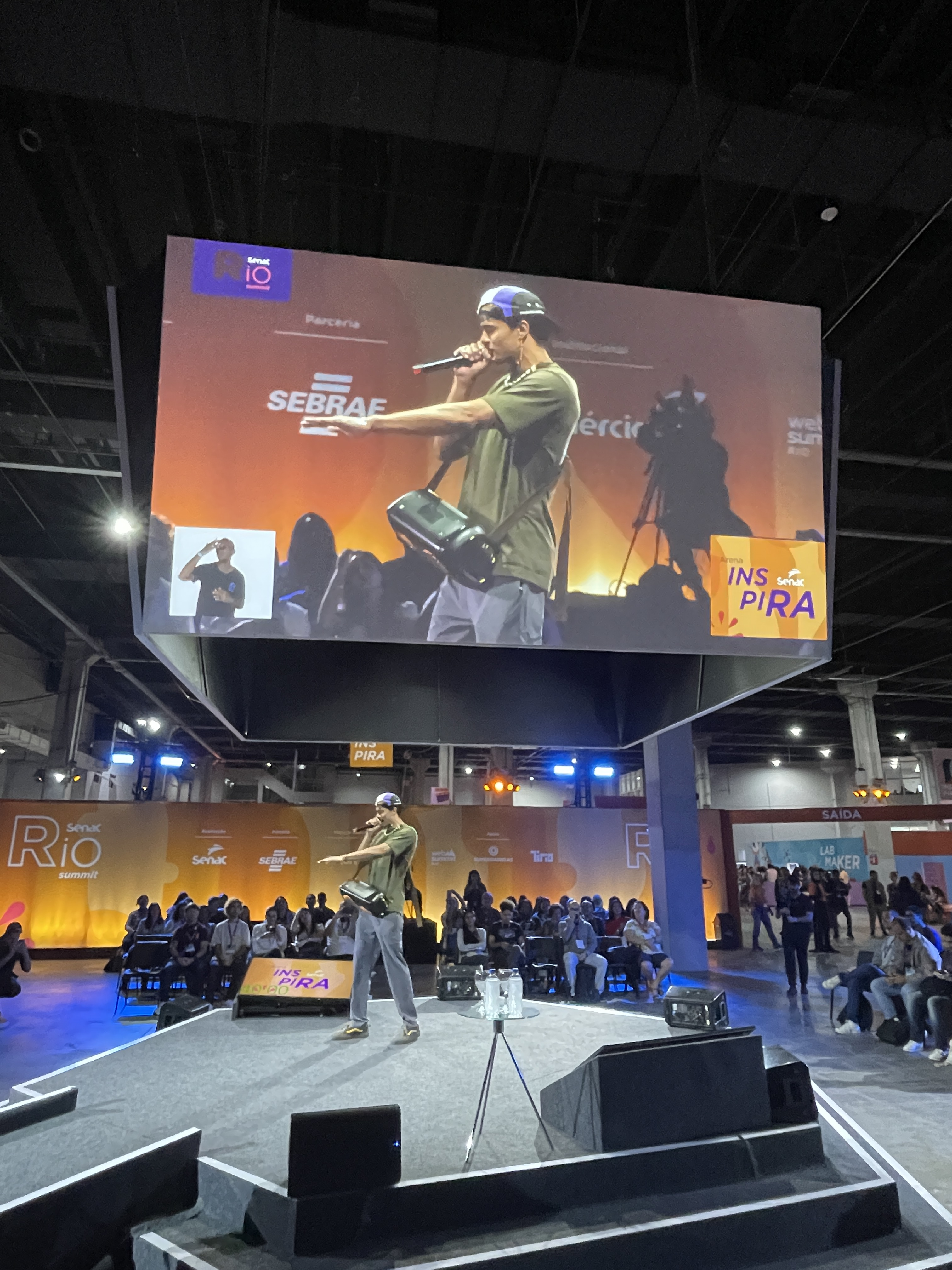
Palestra Senac Rio Summit - 2024

## Artista Digital
A presença digital é mais um aspecto muito importante da criatividade e do talento de Massaki. Nas redes sociais ele compartilha suas criações, seus pensamentos, seus sonhos e, claro, suas rimas. E o público tem respondido de forma extremamente positiva, como é possível observar pelas cerca de 700 milhões de visualizações em suas redes até o momento.
Acima de tudo, o artista multifacetado é alguém com conteúdo. É alguém que tem algo a dizer, que tem uma mensagem para passar. Esse aspecto fica nítido ao observarmos cada uma de suas manifestações artísticas, e a grande rede e os programas de TV também já perceberam que ele chegou para ficar.
Ao criar conteúdo relevante – e que gera fortíssimo engajamento –, Massaki propicia para as marcas, e para o próprio mercado publicitário, a chance de se associarem a um personagem único. Um artista versátil, apaixonado, e inquieto, que simboliza valores sólidos, respeito ao próximo, um estilo de vida saudável e um amor incondicional pela vida e pelas pessoas.

## Lifestyle, saúde e esportes
Para alguém com tantas vocações – e que exigem o máximo de habilidades distintas –, o equilíbrio entre mente e corpo é algo fundamental. Massaki sempre foi um jovem muito atlético, do tipo que não consegue ficar distante da prática esportiva. O movimento, para ele, é inspiração e alimento.
Além de levar uma vida saudável e sem vícios, ele naturalmente evita tudo que possa fazer mal ao corpo, e está constantemente se exercitando e praticando os esportes e atividades que mais ama: judô, skate, Yôga e basquete.
O judô foi a sua primeira paixão. Desde pequeno, quando ele via as lutas do atleta japonês Koga, o jovem Massaki se esforçava e treinava para ser tão bom quanto o seu herói. Essa dedicação, força de vontade e disciplina o ajudaram a conquistar o lugar mais alto do pódio em diversos campeonatos importantes da modalidade, no Brasil e exterior.
O skate é outro esporte que ocupa um lugar especial em seu coração. A adrenalina, a velocidade e a emoção que só as manobras mais radicais podem proporcionar, são sensações que Massaki também gosta de viver em toda a sua plenitude. Por muitos anos, aquele menino inquieto e aventureiro foi visto pelas ruas e avenidas de Guarulhos em cima de um skate, de fones nos ouvidos e mochila nas costas, enquanto ia e voltava da escola diariamente.
Para alguém que tem como meta uma vida saudável e plena – e, além de tudo, é um artista multifacetado –, o conhecimento corporal é essencial. Assim, é natural que ele também tenha se encantado com a Yôga, prática que traz inúmeros benefícios ao seu dia a dia. Massaki adora realizar alongamentos, e acredita que não há melhor forma de entender o próprio corpo do que por meio do esporte.

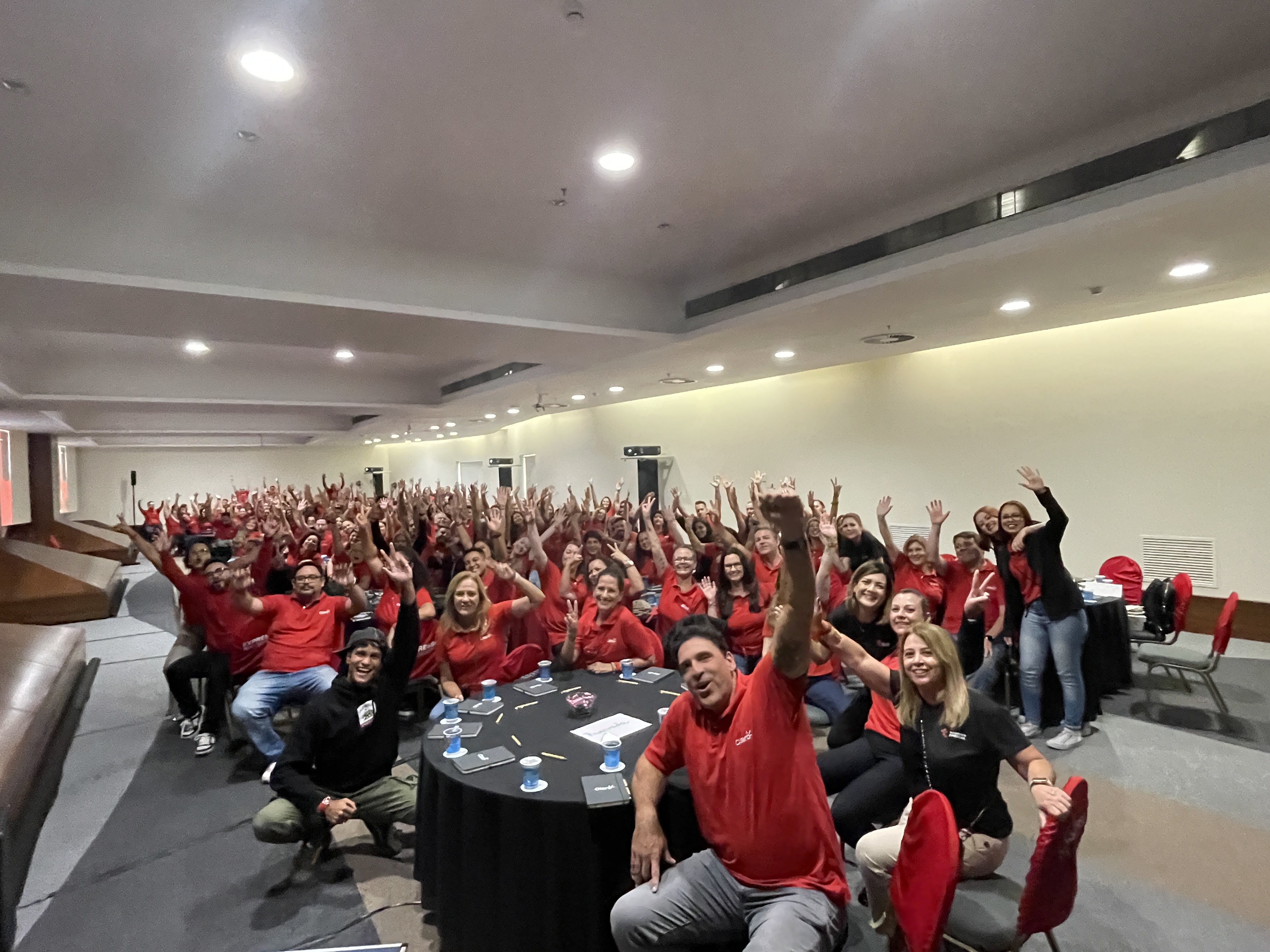
Palestra, Atibaia (SP) - 2024

Sua outra grande paixão é o basquete, que também pratica desde muito cedo. Em sua comunidade, essa é a modalidade que mais ajuda a unir desde os jovens até os adultos – como nos torneios realizados no Espaço Poliesportivo João do Pulo. Esses encontros reúnem diversas gerações de pessoas apaixonadas pelo esporte, e Massaki faz questão de estar presente nessas ocasiões.